# Parnassia submysorensis
Parnassia submysorensis är en benvedsväxtart som beskrevs av Jin Tang Pan. Parnassia submysorensis ingår i släktet Parnassia och familjen Celastraceae. Inga underarter finns listade.